# Paulo da Portela
Paulo Benjamin de Oliveira, plus connu sous le nom de Paulo da Portela, né le 18 juin 1901 à Rio de Janeiro et mort le 30 janvier 1949 dans la même ville, est un sambiste brésilien. Il consacre toute sa vie au carnaval. 

## Biographie
Paulo da Portela naît le 18 juin 1901 à Rio de Janeiro.
Issu d'une famille pauvre, il commence à travailler très jeune dans une pension de famille, livrant des repas à domicile, avant de se stabiliser dans le métier de cireur de meubles.
Un des pères fondateurs du carnaval, à 19 ans, il compte parmi les dirigeants du mouvement. En 1935 il institutionnalise des thèmes de défilés et l'obligation, pour les participants de chaque école, de revêtir les mêmes costumes et les mêmes couleurs dominantes.
Paulo da Portela meurt le 30 janvier 1949 dans sa ville natale.